# Burg Payrsberg
Die Burg Payrsberg erhebt sich bei Sirmian in der Gemeinde Nals, knapp nordwestlich von Bozen in Südtirol. Sie liegt auf einem an drei Seiten steil abfallenden Felskopf. Die vierte Seite dagegen liegt sehr ungünstig und wurde mit ausgedehnten Vorwerken befestigt.

## Geschichte
Die Burg war Stammsitz der Herren von Payrsberg, die Graf Brandis zufolge aus Baiern stammten und von dort früh in die Grafschaft Tirol eingewandert waren. Die letzte ihres Geschlechts, Elisabeth Payr von Payrsberg, heiratete Dietmar, Sohn von Heinrich von Boymont, der 1244 von seiner Frau Güter und Wappen, wie auch den Namen übernahm. Umfangreiche Archivbestände, heute am Südtiroler Landesarchiv, zeugen von dem Umfang der früheren Besitzungen und Rechte. Jakob von Boymont-Payrsberg ließ die Anlage nochmals umfassend ausbauen, lebte aber, sofern er sich in der Umgebung aufhielt, auf seinem Ansitz Schwanburg. Während Payrsberg zunehmend verfiel, verlagerte die Familie Boymont zu Payrsberg ihren Hauptwohnsitz größtenteils nach Bozen auf die Güter Gerstburg, Oberpayrsberg und den zugehörigen Küchenmaierhof. Von dem umfangreichen Allodialbesitz, darunter Boymont und Schwanburg, verblieb allein Payrsberg als Mannlehen in Familienbesitz, bis es 1791 – in ein Kunkellehen umgewandelt – dem letzten Spross der Payrsberg Johann Adam verliehen wurde. Daraufhin erbte es dessen Tochter Josepha, verheiratet mit einem ungarischen Grafen von Amade in Preßburg. Die Burg befindet sich in Privatbesitz und kann nicht besichtigt werden.

## Beschreibung
Zum alten Baubestand aus dem 13. Jahrhundert gehört u. a. der charakteristische, ehemals bewohnbare Bergfried, der im obersten Geschoss eine große halbrunde Öffnung aufweist. Die Vorwerke und Eckrondelle hingegen wurden erst im 16. Jahrhundert angelegt.